# 水口镇 (彬州市)
水口镇，是中华人民共和国陕西省咸陽市彬州市下辖的一个乡镇级行政单位。
2015年，陕西省民政厅批复同意撤销底店镇，并入水口镇。

## 行政区划
水口镇下辖以下地区：
水口村、大王村、小王村、上长禄村、下长禄村、祁家崖村、白土村、雷村、张家堡村、九田村、西留村、吕兴村、底店村、驼红村、大车村、小车村、晁家塬村、屯里村、二桥村、米家寺村和牛北村。